# میگل هرناندز (بازیکن فوتبال)
میگل هرناندز (اسپانیایی: Miguel Hernández‎؛ زادهٔ ۱۹ فوریهٔ ۱۹۷۰) بازیکن سباق فوتبال اهل اسپانیا است.
از باشگاه‌هایی که در آن بازی کرده‌است می‌توان به باشگاه فوتبال اسپانیول، باشگاه فوتبال رایو وایکانو اشاره کرد.